# Elisabeth Noelle-Neumann
Elisabeth Noelle-Neumann (Berlim, Império Alemão, 19 de dezembro de 1916 – Allensbach, Alemanha, 25 de março de 2010) foi uma cientista política alemã. Sua obra mais famosa é o livro The Spiral of Silence: Public Opinion – Our Social Skin, onde apresenta a Teoria do Espiral do Silêncio, que explica como a opinião pública influencia o comportamento do indivíduo.
Frequentou a famosa escola Schloss Salem, mas a abandonou um ano depois e terminou seu ensino secundário em Goettingen. Estudou filosofia, história, jornalismo e estudos americanos nas universidades de Berlim, Königsberg e Munique. Em 1940 obteve seu doutorado por sua pesquisa sobre opinião pública nos Estados Unidos.
Um aspecto polêmico de sua trajetória foi o trabalho realizado para o regime nazista. Elisabeth foi escolhida para um programa de intercâmbio, controlado entre os anos de 1937 e 1939 pelo Partido Nacional Socialista, com base em suas credenciais como ativista e líder de organizações estudantis da juventude nazista. Em 1940 trabalhou no seminário, Das Reich, no qual foi publicado em 8 de junho de 1941 um artigo intitulado “Quem informa os Estados Unidos?”, onde acusava os judeus de controlarem a mídia americana. Apesar disso, afirmou posteriormente nunca ter sido uma nazista.
 

Em 1947, fundou o Institut für Demoskopie Allensbach  (Instituto de Demoscopia de Allensbach), o primeiro órgão alemão de pesquisa de opinião, no qual se tornou uma das organizações de pesquisa mais conhecidas e prestigiadas do país. Entre 1964 e 1983 foi professora da Universidade de Mainz.